# Matías Cahais
Matías Cahais (Morón, 24 december 1987) is een Argentijnse profvoetballer die als verdediger speelt. Hij verruilde in 2025 Curicó Unido voor CA Excursionistas.

## Carrière
In de jeugd speelde hij voor El Trebol de Haedo en Boca Juniors. Daar zat hij ook drie jaar bij de selectie van het eerste team. 

### FC Groningen
FC Groningen huurde Cahais in 2008 voor anderhalf jaar van Boca Juniors, met een optie op koop. Zijn debuut voor FC Groningen maakte Cahais op 17 februari 2008 in de thuiswedstrijd tegen AZ. In blessuretijd viel hij in voor Goran Lovre. 

### Vervolgcarrière
In januari 2009 werd hij door Boca Juniors doorverhuurd aan Gimnasia y Esgrima de Jujuy. Tussen 2010 en 2014 speelde hij, eerst een seizoen op huurbasis, voor Racing Club de Avellaneda waar hij 167 competitiewedstrijden speelde.
Vervolgens speelde hij een seizoen in Chili voor CD Universidad Católica en een seizoen in Colombia voor Independiente Medellín. In het seizoen 2016/17 speelde Cahais voor het Mexicaanse CD Tiburones Rojos de Veracruz. Medio 2017 keerde Cahais terug in Argentinië bij Club Olimpo waar zijn contract eind april 2018 ontbonden werd. Hij vervolgde zijn loopbaan bij CA San Martín de Tucumán. Van maart tot juli 2019 speelde Cahais in Zweden voor Syrianska FC. Medio 2019 ging hij naar het Chileense CD O'Higgins, waar hij drie jaar speelde. Hij vervolgde zijn carrière bij het Chileense Curicó Unido. In 2025 verkaste hij naar CA Excursionistas.

### Interlandcarrière
Cahais speelde voor de nationale Argentijnse jeugdteams tot 17 en tot 20 jaar. Hij was aanvoerder van het onder 20-team van Argentinië tijdens het WK onder 20 in 2007.

## Statistieken
| Seizoen         | Club                        | Competitie          | Competitie | Competitie | Beker | Beker | Overig | Overig | Totaal | Totaal |
| Seizoen         | Club                        | Competitie          | Wed.       | Dlp.       | Wed.  | Dlp.  | Wed.   | Dlp.   | Wed.   | Dlp.   |
| --------------- | --------------------------- | ------------------- | ---------- | ---------- | ----- | ----- | ------ | ------ | ------ | ------ |
| 2004/05         | CA Boca Juniors             | Primera División    | 2          | 1          | 0     | 0     | 0      | 0      | 2      | 1      |
| 2005/06         | CA Boca Juniors             | Primera División    | 0          | 0          | 0     | 0     | 0      | 0      | 0      | 0      |
| 2006/07         | CA Boca Juniors             | Primera División    | 7          | 0          | 0     | 0     | 0      | 0      | 7      | 0      |
| 2007/08         | CA Boca Juniors             | Primera División    | 5          | 0          | 0     | 0     | 0      | 0      | 5      | 0      |
| 2007/08         | → FC Groningen              | Eredivisie          | 14         | 1          | 0     | 0     | 0      | 0      | 14     | 1      |
| 2008/09         | → FC Groningen              | Eredivisie          | 1          | 0          | 2     | 0     | 0      | 0      | 3      | 0      |
| 2008/09         | → CA Gimnasia de Jujuy      | Primera División    | 15         | 1          | 0     | 0     | 0      | 0      | 15     | 1      |
| 2009/10         | → Racing Club de Avellaneda | Primera División    | 33         | 1          | 0     | 0     | 0      | 0      | 33     | 1      |
| 2010/11         | Racing Club de Avellaneda   | Primera División    | 34         | 1          | 0     | 0     | 0      | 0      | 34     | 1      |
| 2011/12         | Racing Club de Avellaneda   | Primera División    | 33         | 1          | 3     | 0     | 2      | 0      | 38     | 1      |
| 2012/13         | Racing Club de Avellaneda   | Primera División    | 37         | 1          | 0     | 0     | 0      | 0      | 37     | 1      |
| 2013/14         | Racing Club de Avellaneda   | Primera División    | 31         | 0          | 0     | 0     | 2      | 0      | 33     | 0      |
| 2014/15         | CD Universidad Católica     | Primera División    | 14         | 1          | 0     | 0     | 1      | 0      | 15     | 1      |
| 2015            | Independiente Medellín      | Categoría Primera A | 16         | 2          | 2     | 0     | 0      | 0      | 18     | 2      |
| 2016            | Independiente Medellín      | Categoría Primera A | 15         | 0          | 2     | 0     | 0      | 0      | 17     | 0      |
| 2016/17         | CD Tiburones Rojos          | Liga MX             | 13         | 1          | 1     | 0     | 0      | 0      | 14     | 1      |
| 2018            | Club Olimpo                 | Primera División    | 20         | 0          | 2     | 0     | 0      | 0      | 22     | 0      |
| 2019            | CA San Martín de Tucumán    | Primera División    | 4          | 0          | 1     | 0     | 0      | 0      | 5      | 0      |
| 2019            | Syrianska FC                | Superettan          | 13         | 2          | 0     | 0     | 0      | 0      | 13     | 2      |
| 2019            | CD O'Higgins                | Primera División    | 10         | 1          | 0     | 0     | 0      | 0      | 10     | 1      |
| 2020            | CD O'Higgins                | Primera División    | 29         | 0          | 0     | 0     | 0      | 0      | 29     | 0      |
| 2021            | CD O'Higgins                | Primera División    | 29         | 4          | 1     | 0     | 0      | 0      | 30     | 4      |
| 2022            | CD Curicó Unido             | Primera División    | 25         | 3          | 0     | 0     | 0      | 0      | 25     | 3      |
| 2023            | CD Curicó Unido             | Primera División    | 17         | 0          | 1     | 0     | 0      | 0      | 18     | 0      |
| 2024            | CD Curicó Unido             | Primera B           | 18         | 1          | 2     | 0     | 0      | 0      | 20     | 1      |
| 2025            | CA Excursionistas           | Primera B           | 4          | 0          | 1     | 0     | 0      | 0      | 5      | 0      |
| Carrière totaal | Carrière totaal             | Carrière totaal     |            |            |       |       |        |        | 362    | 21     |

Bijgewerkt op 19 maart 2025.